# Codex Seidelianus I
De Codex Seidelianus I (Gregory-Aland no. Ge of 011) is een van de Bijbelse handschriften. Het dateert uit de 9e eeuw (of 10e eeuw), en is geschreven met hoofdletters (uncialen) op perkament.

## Beschrijving
De gehele Codex Seidelianus I bestaat uit 252 bladen (23 x 16,5 cm), geschreven in twee kolommen van 21 regels per bladzijde.
De Codex bevat de tekst van de vier Evangeliën met een aantal lacunes (Matteüs 1:1-6:6; 7:25-8:9; 8:23-9:2; 28:18-Marcus 1:13; Marcus 14:19-25; Lucas 1:1-13; 5:4-7:3; 8:46-9:5; 12:27-41; 24:41-einde; Johannes 18:5-19; 19:4-27).
De tekst is ingedeeld volgens de secties van Ammonius, waarvan de nummering in de kantlijn staat, met een verwijzing naar de tabellen met de canons van Eusebius. Het manuscript bevat τίτλοι (hoofdstuktitels). Er worden aspiratietekens en accenten gebruikt, maar eerder onregelmatig. In de genealogie in Lukas 3, staat elke persoon op een nieuwe lijn geschreven.
De Codex Seidelianus I representeert de Byzantijnse tekst, terwijl veel van de varianten die erin voorkomen aansluiten bij de Caesareaanse tekst. Kurt Aland plaatste de codex in Categorie V.
De codex werd vanuit het Oosten meegebracht naar Duitsland door Andreas Seidel († 1718).
Het handschrift bevindt zich nu in de British Library (Harley 5684), en in Cambridge in (Trinity College B XVII.20).